# Barreau d'Arthabaska
 (août 2025).
Motif : absence totale de sources secondaires pérennes, indépendantes et de qualité.
- Archive Wikiwix
- Bing
- Cairn
- DuckDuckGo
- E. Universalis
- Gallica
- Google
- G. Books
- G. News
- G. Scholar
- Persée
- Qwant
- (zh) Baidu
- (ru) Yandex
- (wd) trouver des œuvres sur Wikidata

| 1. | Préciser le motif de la pose du bandeau. | Précisez le motif de la pose du bandeau en utilisant la syntaxe suivante : {{admissibilité à vérifier\|date=août 2025\|motif=remplacez ce texte par le motif}}                            |
| 2. | Informer les utilisateurs concernés.     | Pensez à avertir le créateur de l'article, par exemple, en insérant le code ci-dessous sur sa page de discussion : {{subst:avertissement admissibilité à vérifier\|Barreau d'Arthabaska}} |

Le Barreau d'Arthabaska est un barreau de section du Barreau du Québec.

## Description
Le Barreau d'Arthabaska est un barreau québécois indépendant, bien qu'il envoie des membres siéger au Conseil d'administration et au Conseil des sections du Barreau du Québec et qu'ils y ont le droit de vote,. En tant qu'ordre professionnel d'avocats, le Barreau d'Arthabaska offre des services d'accès à la justice aux citoyens qui les requièrent tout en veillant aux intérêts de ses membres et à la transparence de leur profession,.
C'est en 1884 qu'est fondé le Barreau d'Arthabaska, qui est venu tronqué une partie du territoire juridique du Barreau de Québec. Outre les trois barreaux fondateurs (Trois-Rivières, Montréal et Québec), le Barreau d'Arthabaska est, après le Barreau de Saint-François, le deuxième barreau fondé depuis l'adoption en 1849 de l'Acte pour l'incorporation du barreau du Bas-Canada.
Le Barreau d'Arthabaska est un barreau section, c'est-à-dire qu'il est une subdivision à la fois géographique et juridique du territoire québécois afin de procurer un meilleur accès à la justice aux citoyens. De même, dans cette perspective d'accès à la justice et étant donné l'ampleur du territoire sous juridiction du Barreau d'Arthabaska, ce dernier est composé de trois districts judiciaires, chacun possédant au moins un palais de justice. Les districts judiciaires du Barreau d'Arthabaska sont les districts d'Arthabaska, Drummond et Frontenac.
En 2017, 244 avocats et avocates sont membres du Barreau d'Arthabaska.

## Historique

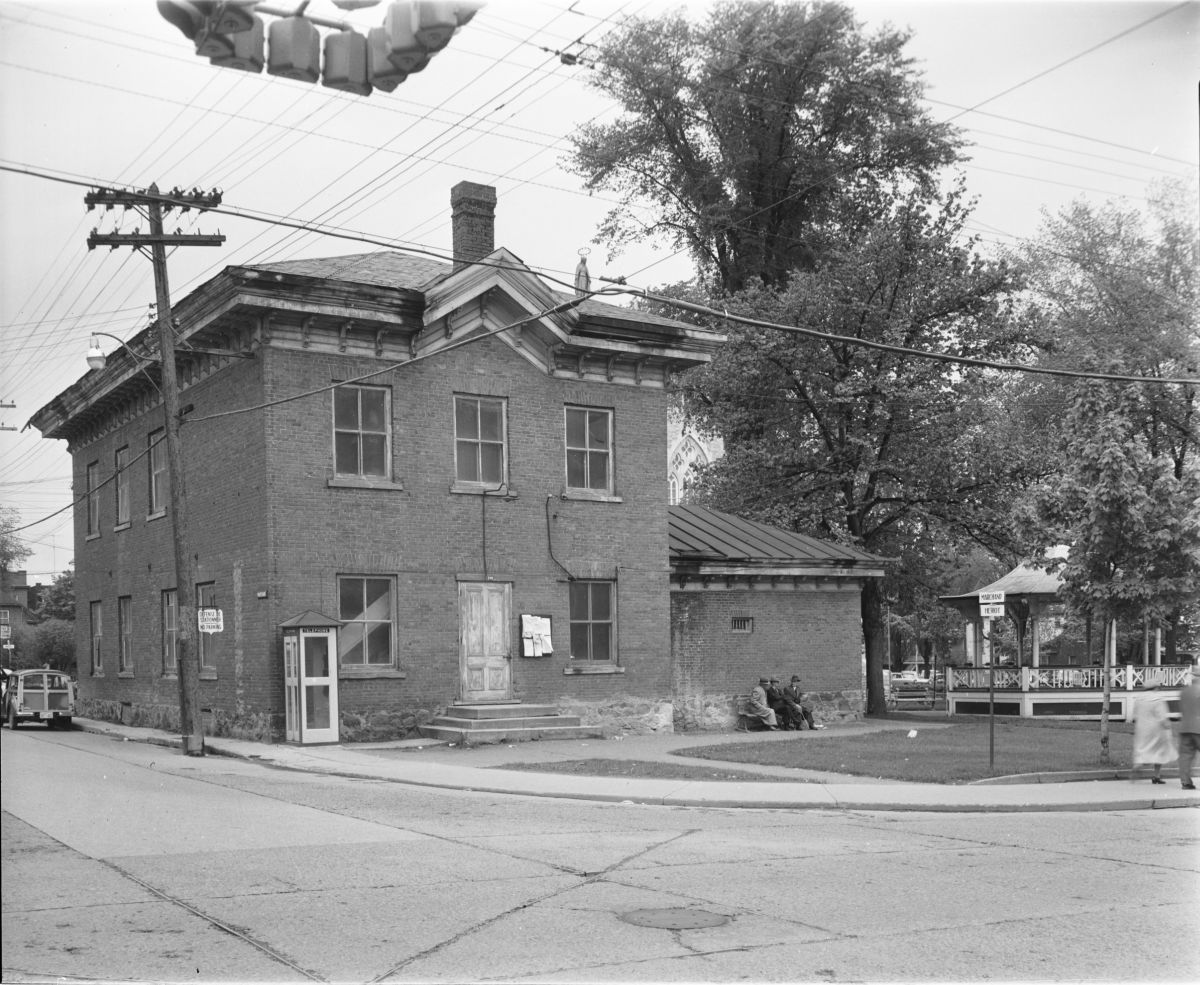
L'ancien Palais de justice de Drummondville, vers 1940.

À venir.

## Liste des bâtonniers d'Arthabaska
Le bâtonnier d'Arthabaska, ou la bâtonnière d'Arthabaska, est élu au suffrage universel par l'ensemble des membres du Barreau d'Arthabaska et son mandat est d'une seule année, renouvelable sous certaines conditions.
Gras → indique un bâtonnier du Québec.
- Édouard-Louis Pacaud (1884-1887)
- L.P. Eugène Crépeau (1887-1889)
- Wilfrid Laurier (1889-1890)
- Edward John Hemming (1890-1891)
- Joseph Lavergne (1891-1892)
- Inconnu (1892-1893)
- Joseph-Édouard Méthot (1893-1895)
- Joseph Lavergne (1895-1896)
- Joseph-Camilien Noël (1896-1897)
- Joseph-Stanislas Doucet (1897-1899)
- Philippe-Hyppolyte Côté (1899-1900)
- Antime-Théophile Paré (1900-1901)
- L.P. Eugène Crépeau (1902-1903)
- Joseph-Édouard Méthot (1903-1905)
- Louis-Philippe Crépeau (1905-1907)
- Napoléon Garceau (1907-1909)
- Joseph-Édouard Perrault (1909-1911)
- Samuel Deschamps (1911-1913)
- Gustave Perrault (1913-1914)
- Georges Perrault (1914-1915)
- Wilfrid Laliberté (1915-1917)
- John Francis Walsh (1917-1918)
- Louis-Renaud Lavergne (1918-1919)
- Louis-Joseph Houde (1919-1921)
- Joseph-Édouard Perrault (1921-1922)
- Jules Poisson (1922-1923)
- Inconnu (1923-1924)
- Napoléon Laliberté (1924-1926)
- Arthur Girouard (1926-1928)
- Joseph Marier (1928-1930)
- Gaston Ringuet (1930-1932)
- Philippe Marchand (1932-1934)
- Wilfrid Girouard (1934-1936)
- Louis-Ulric Talbot (1936-1938)
- Arthur H. Chabot (1938-1940)
- J. Antonio Beaudoin (1940-1942)
- Roger Séguin (1942-1944)
- Lucien Drolet (1944-1946)
- Victor Marceau (1946-1948)
- Antoine Biron (1948-1950)
- Germain Lacoursière (1950-1952)
- Hormidas Gariépy (1952-1954)
- Marcel Marier (1954-1956)
- Édouard Houde (1956-1958)
- Paul Rousseau (1958-1960)
- Jules St-Pierre (1960-1962)
- Raymond Beaudet (1962-1964)
- Laurent Trottier (1964-1966)
- Pierre Jutras (1966-1968)
- Robert Marchand (1968-1970)
- Jean Moisan (1970-1973)
- André Biron (1973-1975)
- James Johnson (1975-1976)
- Jules Allard (1976-1977)
- Michel H. Duchesne (1977-1978)
- Christian Beaudoin (1978-1979)
- Pierre Denault (1979-1980)
- Raymond Clair (1980-1981)
- Maurice Warren (1981-1982)
- Jean-Guy Provencher (1982-1983)
- Germain Jutras (1983-1984)
- Richard Roy (1984-1985)
- Gérald Milot (1985-1986)
- Jean-Claude Baril (1986-1987)
- Jean-Jacques Naud (1987-1988)
- Yvan Moisan (1988-1989)
- Jean Côté (1989-1990)
- Pierre Paradis (1990-1991)
- Pierre Labbé (1991-1992)
- Gaétan Ratté (1992-1993)
- Louise Lussier-Gardner (1993-1994)
- Jean-Guy Dubois (1994-1995)
- Louis Savoie (1995-1996)
- Normand Gosselin (1996-1997)
- Serge Fontaine (1997-1998)
- Bernard Bergeron (1998-1999)
- Gilles G. Ouellet (1999-2000)
- Marie-Josée Garneau (2000-2001)
- Luc Plante (2001-2002)
- Jean-Claude Chabot (2002-2003)
- Alain Gervais (2003-2004)
- Michel Tessier (2004-2005)
- Yvan Corriveau (2005-2006)
- Jean-François Royer (2006-2007)
- Christine Jutras (2007-2008)
- Luc Ouellette (2008-2009)
- Claude Brulotte (2009-2010)
- Jean-François Houle (2010-2011)
- Fannie Côtes (2011-2012)
- Danye Daigle (2012-2013)
- Isabelle Bonin (2013-2014)
- Claudia M. Chabot (2014-2015)
- Guy Boisvert (2015-2016)
- Catherine Fournier (2016-2017)
- Sophie Vézina (2017-2018)
- Julie Garneau (2018-2019)
- André Komlosy (2019-2020)
- Serge Larose (2020-2021)